# 여수세계박람회정부지원위원회
여수세계박람회정부지원위원회는 '2012여수세계박람회지원특별법'에 의거 여수세계박람회와 관련된 주요 정책의 심의 조정을 위하여 설치된 국무총리 소속의 자문위원회이다. 위원회 운영 주관부처는 국토해양부이다. 2008년 3월 14일 설치되었으며, 존속기한은 2013년 12월 31일까지이다. 위원장은 국무총리이며, 위원 21명은 전부 당연직이다.

## 설치 근거
- 2012여수세계박람회 지원특별법 제22조 (2008년 3월 14일 시행)

## 기능
- 박람회 직접시설의 설치 이용 및 사후활용 등에 관한 계획
- 박람회 지원시설구역의 지정
- 박람회 준비 및 개최와 관련, 범정부 차원의 지원 필요사항 등

## 같이 보기
- 2012년 세계 박람회